# GuangZhou-klasse
De Type 052B, of Guangzhou-klasse torpedobootjager (NAVO-codenaam:Luyang I) is een klasse van multi-inzetbare torpedobootjagers gebouwd door de Volksrepubliek China. Er zijn twee schepen gebouwd, de Guangzhou (168) en Wuhan (169), beiden in dienst genomen door de Chinese marine in juli 2004. Deze klasse heeft een stealth achtige romp en sterk verbeterde luchtafweer, een zwak punt bij voorgaande Chinese ontwerpen. De schepen vertegenwoordigen een grote verbetering ten opzichte van de voorgaande ontwerpen en reflecteren de behoefte van China om een modernere vloot te hebben.

## Programma
Door de zwakke luchtafweer op de meeste Chinese oorlogsschepen, beval de Volksbevrijdingsmarine de bouw van een nieuw type schip dat in staat was tot het bieden van adequate luchtverdediging. Dit resulteerde in de bouw van de Type 052B (Guangzhou-klasse) mulit-inzetbare torpedobootjager. De Type 052B is gebouwd met veel Russische technologie, waaronder het Russische 9M38 Buk-M1-2 (NAVO-Codenaam: SA-N-12 Grizzly) luchtafweerraketsysteem. Deze nieuwe SAM vergroot het luchtverdedigingsbereik van 25 tot 38 km. De meeste militaire analisten verwachten dat de Guangzhou dezelfde prestaties heeft als de Russische Sovremenny-klasse torpedobootjager.
De moderne mogelijkheden van deze schepen demonstreren de Chinese wil om de marine uit te breiden en ook de mogelijkheid om verder van de kust te kunnen opereren. Er wordt een marinemacht opgebouwd waar rekening mee gehouden dient te worden in de toekomst.

## Ontwerp
De waterverplaatsing van de Type 052B is 5850 ton. Het schip heeft een "laagpunt" ontwerp, en combineert dit met radarabsorberende verf om zo de detectie door radar te verkleinen. De schoorsteenopbouw heeft koelsystemen om het warmtebeeld te beperken. Het vliegdek achterop biedt plek aan een Kamov Ka-28 ASW helikopter.
De Type 052B heeft een uitgebreid wapensysteem. Het heeft twee raketlanceerders, waarvan een voor, en een achter op het schip. Deze lanceerders kunnen de SA-N-12 Grizzly grond-luchtraket lanceren. Elke lanceerder heeft twee radars Het schip heeft in totaal 48 raketten aan boord. Ze heeft ook vier viercels C-803 anti-scheepskruisrakettenlanceerders achter de schoorsteen. Verder heeft ze een 100mm kanon op de boeg en is het ook het eerste PLAN schip met CIWS, Close In Weapons System. Tegen gevaar van onder water is ze uitgerust met 2 drievoudige 324mm Yu-7 torpedobuizen en twee Type 75 twaalfloops 240mm anti-onderzeebootraketlanceerders. Daarnaast is het uitgerust met vier 18-loops Multiple Rocket Launcers, waarvan het nut tot nog toe onbekend is. Mogelijk zijn ze bedoeld voor het bombarderen van kustdoelen of het afvuren van anti-onderzeeboot dieptebommen.